# Асмоловичи (Могилёвская область)
Асмоловичи (бел. Асмолавічы) — деревня в Мстиславском районе Могилёвской области Белоруссии. Входит в состав Копачевского сельсовета.

## География
Деревня находится в северо-восточной части Могилёвской области, в пределах Оршанско-Могилёвской равнины, к западу от реки Белая Натопа, на расстоянии примерно 17 километров (по прямой) к западу от Мстиславля, административного центра района. Абсолютная высота — 207 метров над уровнем моря.

## История
В конце XVIII века деревня входила в состав Мстиславского воеводства Великого княжества Литовского.
Согласно «Списку населенных мест Могилёвской губернии» 1910 года издания населённый пункт являлся центром Осмоловичского сельского общества Старосельской волости Мстиславского уезда Могилёвской губернии. Имелся 71 двор и проживало 428 человек (227 мужчин и 201 женщина).

## Население
По данным переписи 2009 года, в деревне проживало 18 человек.

## Известные уроженцы
- Сологуб, Георгий Павлович (1923-2002) — видный педагог в области трудового воспитания и обучения, Заслуженный учитель РСФСР, Герой Социалистического труда (1983).

## Достопримечательности
К югу от деревни расположено городище раннего железного века (V в. до н. э. — V в. н. э.). На северо-восточной окраине имеется курганный могильник. 
Также рядом с деревней расположена солнечная электростанция.